# Crossandra leikipiensis
Crossandra leikipiensis là một loài thực vật có hoa trong họ Ô rô. Loài này được Schweinf. mô tả khoa học đầu tiên năm 1892.